# Willi Heeks
Willi Heeks (Emsbüren, 1922. február 13. – Bocholt, 1996. augusztus 13.) német autóversenyző.

## Pályafutása
1952-ben és 1953-ban részt vett hazája világbajnoki Formula–1-es versenyén. Heeks a két futam egyikén sem ért célba.
Pályafutása alatt több, a világbajnokság keretein kívül rendezett Formula–1-es versenyen is rajthoz állt.

## Eredményei

### Teljes Formula–1-es eredménysorozata
(Táblázat értelmezése)

(Félkövér: pole-pozícióból indult; dőlt: leggyorsabb kört futott) 

| Év   | Csapat      | Modell         | Motor   | 1   | 2   | 3   | 4   | 5   | 6      | 7      | 8   | 9   | Helyezés | Pont |
| ---- | ----------- | -------------- | ------- | --- | --- | --- | --- | --- | ------ | ------ | --- | --- | -------- | ---- |
| 1952 | Willi Heeks | AFM 50 (M8)    | BMW     | SUI | 500 | BEL | FRA | GBR | GER Ki | NED    | ITA |     | -        | 0    |
| 1953 | Willi Heeks | Veritas Meteor | Veritas | ARG | 500 | NED | BEL | FRA | GBR    | GER Ki | SUI | ITA | -        | 0    |